# Skid Row (irská hudební skupina)
Skid Row byla irská blues-rocková hudební skupina, fungující od konce 60. let do začátku 70. let 20. století. Byla to první profesionální kapela Garyho Moora.

## Diskografie

### Alba
- Skid (1970)
- 34 Hours (1971)
- Alive and Kicking - 1976
- Skid Row (a.k.a. 'Dublin Gas Comy.') - 1970 (1990)
- Skid Row (a.k.a. 'Gary Moore/Brush Shiels/Noel Bridgeman') - 1971 (1990)
- Live And On Song - 1971 (2006)